# Martin Wilckens

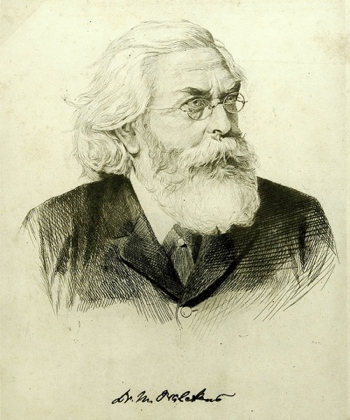
Martin Wilckens (1834–1897)

Martin Wilckens (* 3. April 1834 in Hamburg; † 9. Juni 1897 in Wien) war ein deutscher Tierzuchtwissenschaftler. Er ist einer der Begründer der wissenschaftlichen Tierzuchtlehre und des wissenschaftlichen Molkereiwesens.

## Leben und Beruf
Nach Ablegung des Abiturs in Hamburg studierte Martin Wilckens ab 1853 Medizin in Göttingen, wo er auch der Burschenschaft Hannovera beitrat. Nach Studienaufenthalten in Wien und Würzburg kehrte er nach Göttingen zurück, wo er 1858 zum Dr. med. promoviert wurde (Dissertation: Über die Verknöcherung der Haut und die sogenannten Hautsteine). Danach legte er die Staatsprüfung für Ärzte in Hamburg ab, ließ sich als praktischer Arzt nieder und wurde von der Stadt Hamburg zum Armenarzt bestellt. Darüber hinaus war er Dozent an der Anatomisch-Chirurgischen Anstalt in Hamburg.
1859 ging er nach Jena, wo er Volks- und Landwirtschaft studierte. Von seinem ererbten Vermögen kaufte er 1861 ein Rittergut in Pogarth (Romanów) und bewirtschaftete es bis 1871. In dieser Zeit nahm er eine Lehrtätigkeit an der Universität Rostock auf. Zugleich studierte er Tierphysiologie an der Universität Göttingen und habilitierte sich dort im Dezember 1871 in der Medizinischen Fakultät für Tierphysiologie.
1872 übernahm er die erste außerordentliche Professur für Landwirtschaft an der Universität Rostock. Im Wintersemester 1872/73 wurde er ordentlicher Professor für Tierphysiologie und Tierzucht und zugleich Gründungsrektor der zu diesem Zeitpunkt entstandenen Hochschule für Bodenkultur in Wien. Er war Vorstand des Instituts für Anatomie und Physiologie der Haustiere; mehrere Jahre gehörte er der Prüfungskommission für Lehramtskandidaten landwirtschaftlicher Schulen an. 1886 wurde er Mitglied der Leopoldina.
Als Rektor der Hochschule für Bodenkultur war Martin Wilckens nicht unumstritten mit seiner Forderung, den Studenten eine möglichst wissenschaftsorientierte Ausbildung zu vermitteln. Seiner Auffassung zufolge sollten an der Hochschule für Bodenkultur nicht „landwirtschaftliche Praktiker gedrillt“, sondern für die österreichische Landwirtschaft „denkende und urteilsfähige Jünger bereitgestellt werden“. Deshalb plädierte er 1878 für eine Integration der von ihm geleiteten Hochschule in die Universität Wien. Das österreichische Landwirtschaftsministerium und ein Großteil der Gutsbesitzer lehnten solche Pläne ab, so dass sie nicht zur Ausführung kamen. Anerkennung als Wissenschaftler erlangte Martin Wilckens vor allem durch seine Studien über Rinderrassen. Im Jahr 1889 unternahm er eine Studienreise nach Nordamerika.
An der Wiener Sternwartestraße erinnert heute noch sein markant gestaltetes Wohnhaus an ihn. Auf eigene Kosten hatte er im Wiener Cottageviertel zudem sieben Einfamilienhäuser bauen lassen, die er „mit geringem Nutzen (Mietertrag) an Ansiedlungslustige“ übergab. Martin Wilckens schied 63-jährig am 9. Juni 1897 in Wien durch Freitod aus dem Leben. 1960 wurde in Wien-Döbling der Wilckensweg nach ihm benannt.

## Veröffentlichungen (Auswahl)
- Ueber die Verknöcherung und Verkalkung der Haut und die s.g. Hautsteine Inaugural-Abhandlung … Göttingen 1858 (Dissertation, Universität Göttingen, reader.digitale-sammlungen.de).
- Beiträge zur landwirtschaftlichen Tierzucht. Leipzig 1871.
- Untersuchungen über den Magen der wiederkauenden Hausthiere. Wiegandt & Hempel, Berlin 1872 (Zugleich Habilitationsschrift an der Universität Göttingen 1871, archive.org oder reader.digitale-sammlungen.de).
- Die Alpenwirtschaft der Schweiz, des Algäus und der westösterreichischen Alpenländer. Wien 1874.
- Die Rinderrassen Mitteleuropas. Wien 1876 (mit 70 Tafeln).
- Form und Leben der landwirtschaftlichen Haustiere. Wien 1878.
- Der Hochschul-Unterricht für Land- und Forstwirthe, im Hinblick auf die Frage der Einverleibung der Wiener Hochschule für Bodencultur in die Wiener Universität. Wien 1879.
- Grundzüge der Naturgeschichte der Haustiere. Dresden 1880; 2. Aufl. Neu bearbeitet von Johann Ulrich Duerst, Leipzig 1905 (archive.org).
- Untersuchungen über das Geschlechtsverhältnis und die Ursachen der Geschlechtsbildung bei Haustieren. Berlin 1886.
- Briefe über landwirtschaftliche Tierzucht. Wien 1887.
- Grundriss der landwirtschaftlichen Haustierlehre. Tübingen 1888–1889, 2 Bände, 2. Aufl. von Hagemann und Hansen, Tübingen 1903–1904.
- Nordamerikanische Landwirtschaft. Tübingen 1890.
- Arbeitspferd gegen Spielpferd. Wien 1894.
- (Hrsg.): Wandtafeln zur Naturgeschichte der Haustiere. 1. Lieferung: Das Rind. 2. Lieferung Das Pferd. Kassel 1878–1880 OCLC 68686477.